# Orthotrichia krungut
Orthotrichia krungut är en nattsländeart som beskrevs av Wells 1991. Orthotrichia krungut ingår i släktet Orthotrichia och familjen smånattsländor. Inga underarter finns listade i Catalogue of Life.